# Јован Поливотски
Свети Јован Поливотски је правсолавни епископ и светитељ, бранитељ иконопоштовања.
Од своје ране младости живео је у посту, целомудрености и милосрђу. Због тога је изабран за епископа Поливотског прошавши претходно све црквене степене: ђаконски и свештенички.
У то време византијски цар Лав III Исавријанац је забранио поштовање икона и покренуо прогон против свих који су се његовој наредби супротставили. Преподобни Јован је јавно изобличио ово царево јеретичко исповедање вере, у намери да сачува своју паству од јеретичке заблуде иконобораца.
За време његовог епископства Агарјани су опсели град Амореју. Град је спашен молитвама светог епископа и сви хришћани који су били пали у ропство непријатељу, његовимзаузимањем су добили слободу.
Након његове смрти мошти су остале нетљене и читаве. На дан свете Педесетнице, оне се ваде из кивота, облаче у архијерејске одежде док траје Богослужење. 
Православна црква помиње светог Јована 17.(4.) децембра.

## Извори
1. ↑  „Свети преподобни Јован, епископ поливотски”. Prijateljboziji.com (на језику: српски). Приступљено 2025-06-23.
2. ↑  „Житија Светих за децембар – Страна 5 – Светосавље”. svetosavlje.org. Приступљено 2025-06-23.